# Parathesis chiapensis
Parathesis chiapensis är en viveväxtart som beskrevs av Merritt Lyndon Fernald. Parathesis chiapensis ingår i släktet Parathesis och familjen viveväxter. Inga underarter finns listade i Catalogue of Life.